# Auzout (cràter)
Auzout (també anomenat Azout) és un cràter d'impacte localitzat al sud-est de la Mare Crisium, prop de l'extrem oriental de la Lluna. A causa de l'escorç, el cràter sembla molt oval, però en realitat la seva forma és aproximadament circular. Al seu costat es troba el petit cràter Van Albada. A l'est-nord-est es troba el gran cràter Condorcet. Aquest cràter no és especialment notable, a pesar que posseeix una muntanya central. És denominat "Azout" en algunes publicacions.

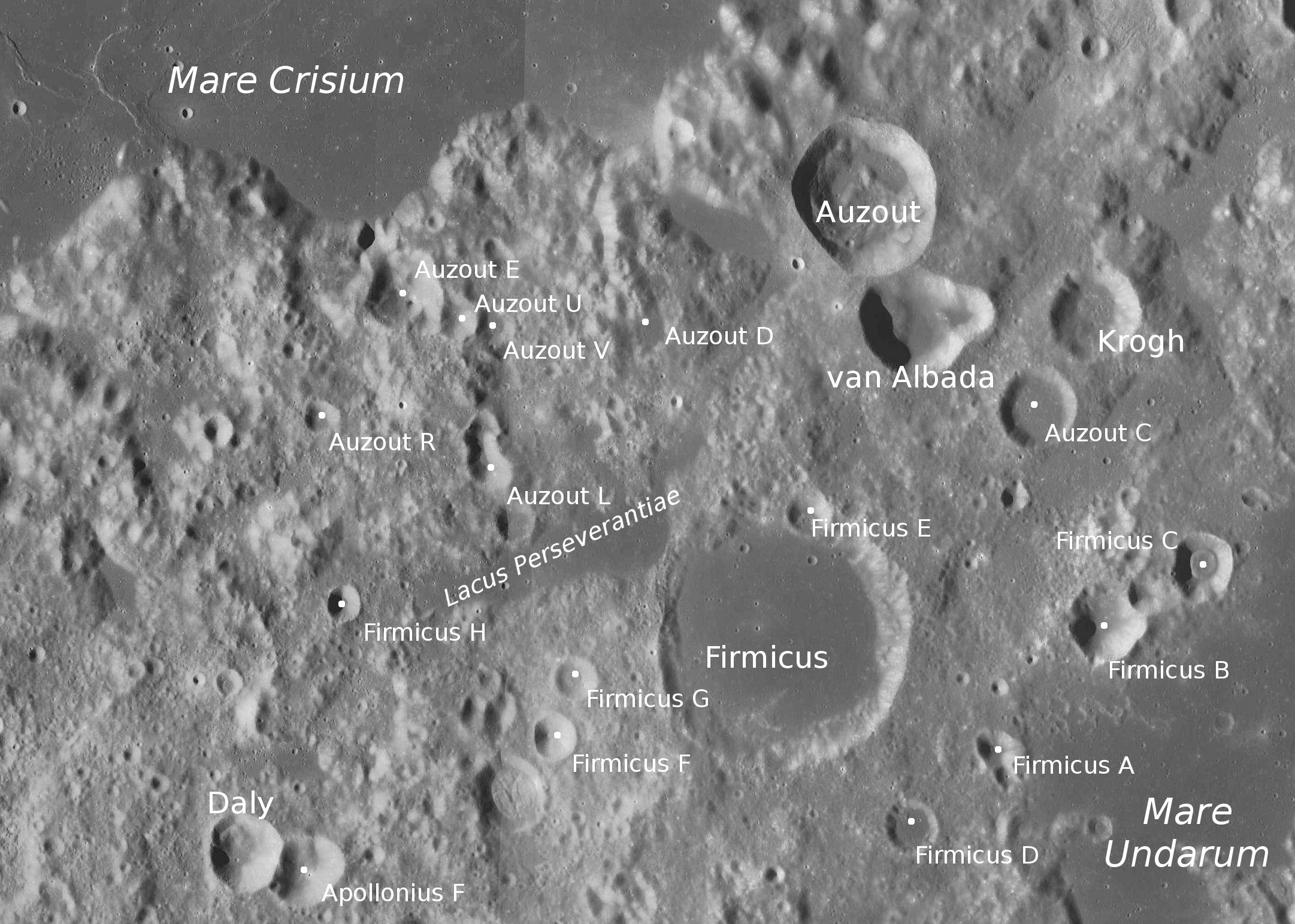
Localització d'Auzout (centre del quadrant superior dret). Fotografia de la missió LRO

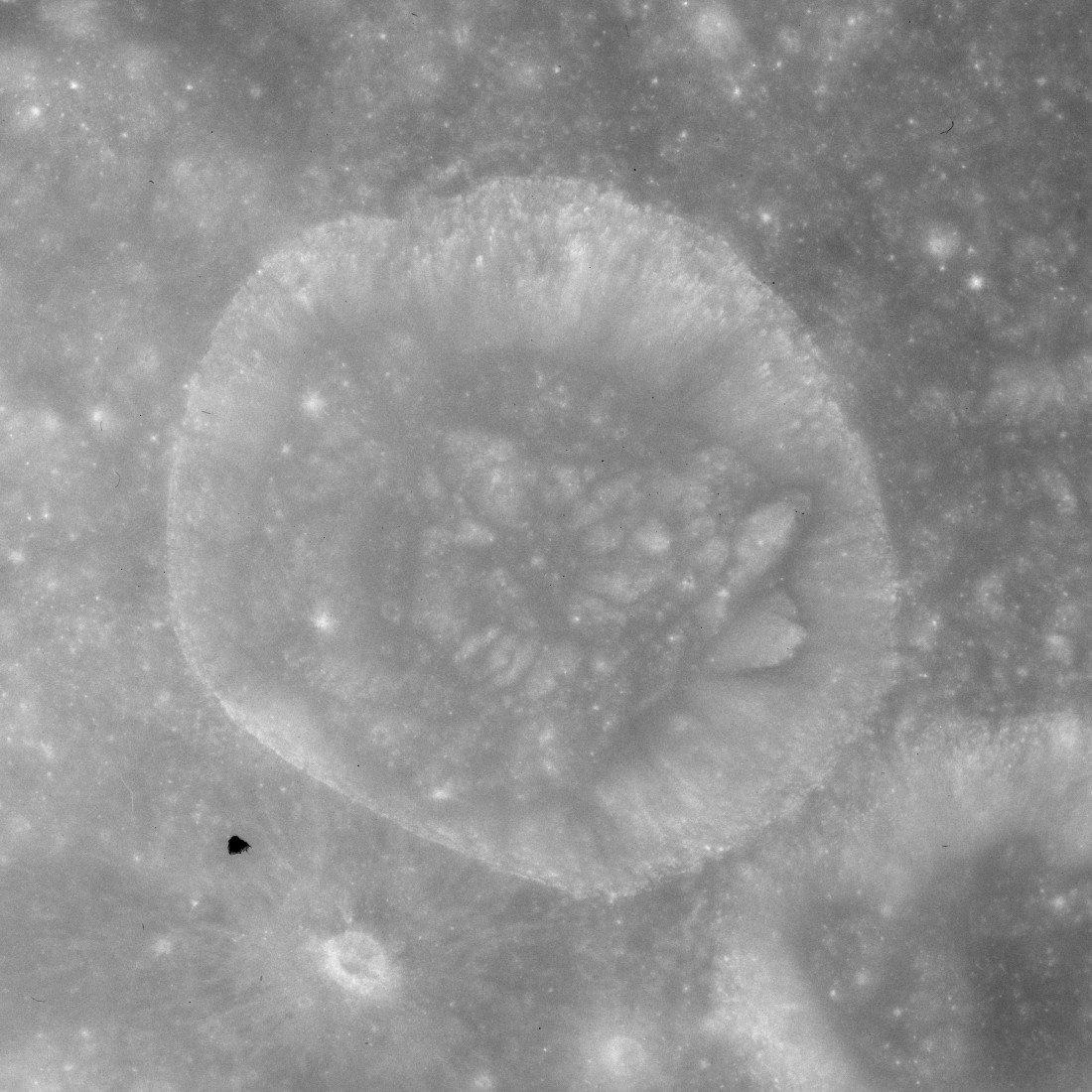
Fotografia de la missió Apol·lo 15

## Cràters satèl·lit
Per convenció aquestes característiques són identificades en els mapes lunars posant la lletra al costat del punt central del cràter més proper a Auzout.
Auzout C es troba al sud-est, Auzout D, I, O i V estan a l'oest, Auzout L apareix al sud-oest i Auzout R es localitza a l'oest-nord-oest.
|        | \| Auzout \| Coordenades \| Diàmetre \| \| ------ \| ------------------------------------ \| -------- \| \| C \| 8° 47′ N, 65° 16′ E / 8.79°N,65.27°E \| 17 km \| \| D \| 9° 21′ N, 62° 26′ E / 9.35°N,62.43°E \| 12 km \| \| E \| 9° 34′ N, 60° 40′ E / 9.57°N,60.66°E \| 17 km \| \| L \| 8° 20′ N, 61° 18′ E / 8.34°N,61.30°E \| 8 km \| \| R \| 8° 42′ N, 60° 02′ E / 8.70°N,60.04°E \| 8 km \| \| U \| 9° 23′ N, 61° 03′ E / 9.39°N,61.05°E \| 8 km \| \| V \| 9° 20′ N, 61° 19′ E / 9.34°N,61.31°E \| 8 km \| |          |
| Auzout | Coordenades | Diàmetre |
| C      | 8° 47′ N, 65° 16′ E / 8.79°N,65.27°E | 17 km    |
| D      | 9° 21′ N, 62° 26′ E / 9.35°N,62.43°E | 12 km    |
| E      | 9° 34′ N, 60° 40′ E / 9.57°N,60.66°E | 17 km    |
| L      | 8° 20′ N, 61° 18′ E / 8.34°N,61.30°E | 8 km     |
| R      | 8° 42′ N, 60° 02′ E / 8.70°N,60.04°E | 8 km     |
| U      | 9° 23′ N, 61° 03′ E / 9.39°N,61.05°E | 8 km     |
| V      | 9° 20′ N, 61° 19′ E / 9.34°N,61.31°E | 8 km     |

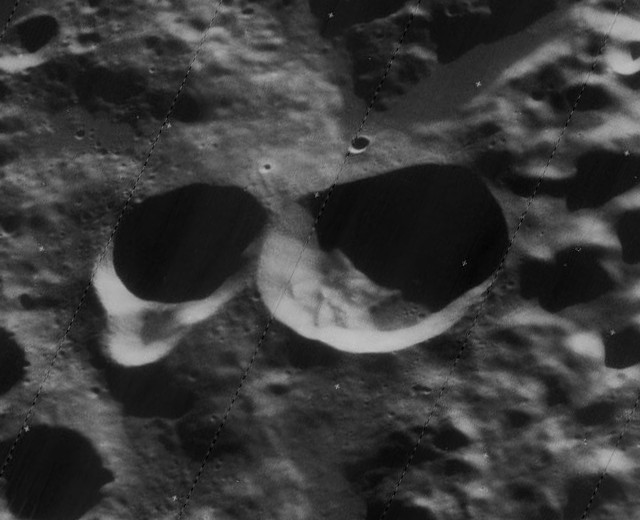
Vista obliqua de Van Albada (cràter). Fotografia de la missió Lunar Orbiter 4 (1967)

Els següents cràters han estat canviats el nom per la Unió Astronòmica Internacional.
- Auzout A — vegeu Van Albada.
- Auzout B — vegeu Krogh.